# Cartilagine di Meckel

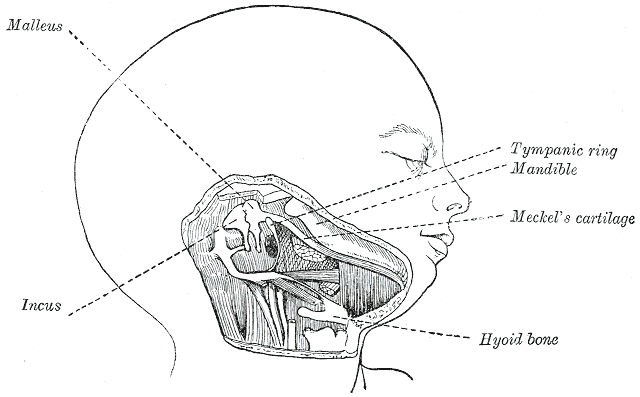
Localizzazione della cartilagine di Meckel

La cartilagine di Meckel o processo cartilagineo mandibolare è il primo abbozzo di cartilagine embrionale, derivazione della cartilagine "primaria" del condrocranio, destinato a fornire una direzione per il tessuto osseo che si svilupperà per dare forma al futuro corpo della mandibola. La cartilagine di Meckel si estende dalla linea mediana fino alla regione auricolare, che riveste una funzione importante per l'ossificazione, in quanto induce la formazione di due lamine ossee, una esterna ed una interna alla cartilagine, che si uniscono inferiormente a formare una doccia.
Questo primo abbozzo è quasi totalmente riassorbito ad eccezione di un breve tratto alla sua estremità dorsale che dà origine all'incudine ed al martello, oltre che al legamento sfeno-mandibolare.
Prende il nome dall'anatomista Johann Friedrich Meckel.

## Caratteristiche della cartilagine di Meckel
La cartilagine di Meckel, o processo cartilagineo mandibolare, è il primo abbozzo della cartilagine mandibolare. Quando inizia il processo di ossificazione membranosa, l’osso si forma direttamente in seno a un tessuto connettivo primitivo per differenziazione delle cellule mesenchimali in quelli che conosciamo come osteoblasti. L’osteogenesi in questo caso riguarda le ossa piatte della volta cranica e anche parti della mandibola, da qui la definizione di ossa membranose. Il primo abbozzo di cartilagine mandibolare deriva dal primo arco branchiale e questo abbozzo viene quasi integralmente riassorbito all’infuori di un piccolo tratto alla sua estremità dorsale che dà avvio all’incudine e al martello. La mandibola definitiva invece si forma dopo un processo di ossificazione intramembranosa dal mesenchima che circonda la cartilagine di Meckel. Questo mesenchima è composto da cellule di forma irregolarmente stellata e anche da una scarsa sostanza intercellulare con fasci di fibrille collagene incluse in una sostanza simile a un gel. Il processo di ossificazione inizia dunque tipicamente nei centri di ossificazione dove il mesenchima si condensa e acquista una vascolarizzazione. Ci sono poi alcuni elementi mesenchimali che mostrano delle modificazioni strutturali che consentono l’identificazione come cellule osteoprogenitrici e osteoblasti. A questo punto le cellule si ingrandiscono e assumono la caratteristica forma tondeggiante, mentre il citoplasma diventa basofilo a causa dell’accumulo di ribosomi liberi associati alle membrane.

## Sviluppo e ossificazione della Cartilagine di Meckel
L'ossificazione mantellare della mandibola si riferisce alla mandibola umana che depone nuovo materiale osseo nella membrana fibrosa che ricopre le superfici esterne della cartilagine di meckel. Queste cartilagini formano la barra cartilaginea dell'arco mandibolare e sono due in numero uno a destra e un sinistra. Le loro estremità prossimali o craniche sono collegate con le capsule dell'orecchio e le loro estremità distali sono unite l'una all'altra alla sinfisi da tessuto mesodermico. Corrono in avanti immediatamente sotto i condili e poi, piegandosi verso il basso, giacciono in un solco vicino al bordo inferiore dell'osso; davanti al canino si inclinano verso l'alto fino alla sinfisi. Dall'estremità prossimale di ciascuna cartilagine si sviluppano il martello e l'incudine, due delle ossa dell'orecchio medio; la successiva porzione successiva, fino alla lingula, è sostituita da tessuto fibroso, che persiste a formare il legamento sfenomandibolare. Tra la lingula e il canino la cartilagine scompare, mentre la porzione sotto e dietro gli incisivi si ossifica e incorporato con questa parte della mandibola. L'ossificazione avviene nella membrana che ricopre la superficie esterna dell'estremità ventrale della cartilagine di Meckel e ciascuna metà dell'osso è formata da un unico centro che appare, vicino al forame mentale, verso la sesta settimana di vita fetale. Entro la decima settimana la porzione di cartilagine di Meckel che si trova sotto e dietro gli incisivi è circondata e invasa dalla membrana ossea. Qualche tempo dopo compaiono i nuclei accessori della cartilagine: un nucleo a forma di cuneo nel processo condiloideo e che si estende verso il basso attraverso il ramo; una piccola striscia lungo il bordo anteriore del processo coronoideo; nuclei più piccoli nella parte anteriore di entrambe le pareti alveolari e lungo la parte anteriore del bordo inferiore dell'osso. Questi nuclei accessori non possiedono centri ossifici separati, ma sono invasi dall'osso della membrana circostante e subiscono assorbimento. Il bordo alveolare interno, solitamente descritto come derivante da un centro ossifico separato, è formato nella mandibola umana da una crescita interna della massa principale dell'osso. Alla nascita l'osso è costituito da due parti, unite da una sinfisi fibrosa, in cui avviene l'ossificazione posto durante il primo anno.[I maschi hanno generalmente mandibole più squadrate, più forti e più grandi rispetto alle femmine. La protuberanza mentale è più pronunciata nei maschi ma può essere visualizzata e palpata nelle femmine. La sinfisi può non essere completamente fusa, cosa che accade di più nel maschio, lasciando una rientranza.
Si consideri comunque che questa ossificazione non è una ossificazione endocornale ma intramembranosa. La cartilagine di Meckel, se viene danneggiata potrebbe comportare delle conseguenze negative per quanto riguarda l’evoluzione dell’osso della mandibola. La cartilagine di Meckel esercita un controllo dello sviluppo dell’osso della mandibola mediato da segnali molecolari diffusibili :osteoblasti e osteoclasti che rispondono alle forze esterne e si adattano alla nuova situazione. L’osso mandibolare èin grado di modificarsi a seguito di sollecitazioni intense e anche molto prolungate nel tempo. Anche senza queste sollecitazioni comunque, l’osso si rinnova in modo lento ma costante. Con gli apparecchi ortodontici è possibile riallineare i denti applicando una pressione prolungata e costante. In questo modo con il tempo l’osseo alveolare subisce delle modifiche che lo portano poi ad assumere progressivamente la forma desiderata.

## Evoluzione della cartilagine di Meckel
La cartilagine di Meckel è un pezzo di cartilagine da cui si sono evolute le mandibole (mascelle inferiori) dei vertebrati. In origine era la più bassa delle due cartilagini che sostenevano il primo arco branchiale nei primi pesci. Poi è diventato più lungo e più forte e ha acquisito muscoli in grado di chiudere la mascella in via di sviluppo.
Nei primi pesci e nei condritti (pesci cartilaginei come gli squali), la cartilagine meckeliana ha continuato ad essere il componente principale della mascella inferiore. Ma nelle forme adulte di osteitti (pesci ossei) e dei loro discendenti (anfibi, rettili, uccelli e mammiferi), la cartilagine è ricoperta di ossa, sebbene nei loro embrioni la mascella si sviluppi inizialmente come la cartilagine meckeliana. In tutti i tetrapodi la cartilagine si ossifica parzialmente (trasforma in osso) all'estremità posteriore della mascella e diventa l'osso articolare, che fa parte dell'articolazione della mascella in tutti i tetrapodi ad eccezione dei mammiferi.
In alcuni gruppi di mammiferi estinti come gli eutriconodonti, la cartilagine di Meckel collegava ancora ossa dell'orecchio altrimenti completamente moderne alla mascella.

## Crescita del corpo mandibolare
A metà della settimana 5 di fecondazione (stadio di Streeter 16), un paio di cartilagini di Meckel sono apparse al centro dell'arco mandibolare insieme alla crescita dei nervi e dei vasi mandibolari per formare il tessuto cartilagineo ialino e lo spesso mesenchima fibroso pericondrale. Dalla metà della settimana 6 di fecondazione (stadio di Streeter 19), l'ossificazione mandibolare è apparsa come apposizione ossea intramembranosa in stretta approssimazione alla cartilagine di Meckel. L'ossificazione intramembranosa iniziale della mandibola è iniziata al mesenchima fibroso facciale attorno alla cartilagine di Meckel, con un contatto diretto, o un accerchiamento con la cartilagine di Meckel in contrasto con le altre ossa lunghe. Nella settimana 7 di fecondazione (stadio Streeter 21), le trabecole lineari della mandibola si sono sviluppate antero-posteriore dall'ossificazione iniziale della mandibola. Le sezioni seriali hanno rivelato che queste trabecole lineari si ramificavano verso la futura sinfisi mandibolare, osso alveolare, corpo mandibolare e processo coronoideo. A questo punto, il muscolo genioglosso, era strettamente attaccato al lato inferiore della porzione anteriore della cartilagine di Meckel, mentre il primordio del muscolo masticatorio era localizzato attorno alla porzione centrale della cartilagine di Meckel, cioè anche il massetere rispettivamente come muscoli temporali sul lato facciale e muscolo pterigoideo sul lato linguale della cartilagine di Meckel. Con il progredire dell'ossificazione della mandibola nella settimana 7–8 di fecondazione (stadio di Streeter 22–23), l'attaccamento muscolare del muscolo genioglosso è gradualmente cambiato dalla cartilagine di Meckel alla porzione anteriore delle trabecole lineari della sinfisi mandibolare. I primordi dei muscoli masticatori, cioè i muscoli masseteri, temporali e pterigoidei, si staccavano dalla cartilagine di Meckel e si riposizionavano attorno alle trabecole lineari della mandibola. Verso la fine della settimana 9 di fecondazione, le sezioni seriali dei muscoli masseteri e temporali hanno mostrato attaccamento muscolare rispettivamente al lato buccale del corpo mandibolare e al processo coronoideo. Il muscolo pterigoideo,  che era stato localizzato principalmente sul lato linguale della cartilagine di Meckel, era lontano dal lato linguale del corpo mandibolare, perché il corpo mandibolare era gradualmente spostato verso la direzione facciale. Contemporaneamente, il muscolo pterigoideo si è gradualmente spostato verso la porzione posteriore del corpo mandibolare ed è stato diviso rispettivamente mesialmente e lateralmente; il primo attaccato al lato linguale del corpo mandibolare posteriore e il secondo attaccato all'estremità posteriore delle trabecole lineari della mandibola, ma non alla cartilagine di Meckel. Sezioni seriali della mascella embrionale hanno anche rivelato che il mesenchima fibroso assottigliato attorno alla cartilagine di Meckel era ricondotto al mesenchima periostale ispessito della mandibola. Successivamente è apparso il blastema condilico con la condensazione del mesenchima cellulare all'estremità posteriore delle trabecole lineari della mandibola con un attacco al muscolo pterigoideo laterale. Nella settimana 10 di fecondazione, l'ossificazione mandibolare è avanzata per formare una struttura anatomica della mascella inferiore comprendente l'angolo mandibolare, il processo coronoideo  e la sinfisi . A questo punto, la parte inferiore del muscolo genioglosso era attaccata alla porzione inferiore della sinfisi mandibolare, mentre la parte superiore del muscolo genioglosso era ancora attaccata alla porzione anteriore della cartilagine di Meckel. Nella settimana 11 di fecondazione, poiché la crescita anteroposteriore della mandibola è aumentata con trabecole ossee multistrato, la parte superiore del muscolo genioglosso è stata quasi staccata dalla cartilagine di Meckel. Il sito di ossificazione intramembranosa iniziale della mandibola, tuttavia, è rimasto approssimativo alla cartilagine di Meckel. Nella settimana 12 della fecondazione, la maggior parte del muscolo genioglosso era attaccato alla porzione inferiore della mandibola anteriore per formare la struttura sinfisaria mediana. Di conseguenza, la cartilagine di Meckel si è completamente staccata dall'architettura linguo-mandibolare e ha rapidamente ridotto le dimensioni. In questa fase, la cartilagine di Meckel è diventata atrofica e il suo mesenchima fibroso pericondrale è rimasto sottile, e anche il suo tessuto cartilagineo ialino ha mostrato alterazioni degenerative dei condrociti, cioè lacune vuote allargate senza nuclei o nuclei picnotici/cariorretici. La matrice cartilaginea e i condrociti della cartilagine di Meckel sono stati gradualmente rimpiccioliti e infine risolti con l'infiltrazione di macrofagi tissutali nel tessuto fibroso pericondrale. La cartilagine di Meckel, tuttavia, non ha mostrato ossificazione endocondrale fino a più tardi nella vita fetale. Dalla settimana 12 di fecondazione, l'ossificazione ossea intramembranosa era attiva alla periferia delle trabecole ramificate del corpo mandibolare, del processo coronoideo e della sinfisi. L'osso trabecolare centrale divenne spesso e sclerotico. Durante le settimane 13-15 di fecondazione, la mandibola è cresciuta come trabecole multistrato che si irradiano dal sito di ossificazione primaria della mandibola embrionale, vale a dire il centro di crescita primaria mandibolare (MdPGC). Dalla settimana 16 di fecondazione, le trabecole radianti della mandibola possono essere facilmente dimostrate da una radiografia morbida. Successivamente, le ossa trabecolari irradiate dal MdPGC corroborano la crescita del corpo mandibolare durante la vita fetale. Le dimensioni radiologiche di MdPGC-Sym e MdPGC-Go, che rappresentano rispettivamente la crescita del corpo anteriore e posteriore della mandibola, hanno mostrato tassi di crescita incrementali simili durante il periodo fetale. Il tasso di crescita incrementale di Go-Co, che rappresenta l'altezza mandibolare posteriore, era superiore a quello di Al-Lb, che rappresenta l'altezza mandibolare anteriore. Il tasso di crescita incrementale di Al-Lb era simile a quello di MdPGC-Sym e MdPGC-Go durante il periodo fetale. L'angolo goniale è stato misurato di circa 146–148° in un primo periodo fetale, ed è diminuito a 141–143° fino alla fine del periodo fetale .